# Kanton Hiersac
Hiersac is een voormalig kanton van het Franse departement Charente. Het kanton maakte deel uit van het  arrondissement Angoulême tot het op 22 maart 2015 fuseerde met het kanton Rouillac tot het huidige kanton Val de Nouère.

## Gemeenten
Het kanton Hiersac omvatte de volgende gemeenten:
- Asnières-sur-Nouère
- Champmillon
- Douzat
- Échallat
- Hiersac (hoofdplaats)
- Linars
- Moulidars
- Saint-Amant-de-Nouère
- Saint-Genis-d'Hiersac
- Saint-Saturnin
- Sireuil
- Trois-Palis
- Vindelle